# Aregnadem
Aregnadem (in armeno Արեգնադեմ?) è un comune di 342 abitanti (2010) della provincia di Shirak in Armenia.